# Pterolophia allardi
Pterolophia allardi là một loài bọ cánh cứng trong họ Cerambycidae.